# حمید رحیمی
حمید رحیمی ملقب به اژدر (The Dragon) نخستین قهرمان از افغانستان در مسابقات جهانی بوکس می‌باشد.

## زندگی‌نامه
حمید رحیمی متولد (۲۱ سنبله/شهریور، سال ۱۳۶۲خورشیدی) در کابل، افغانستان در خانواده‌ای متعلق به قوم هزاره می‌باشد. پدر و مادر حمید رحیمی در سال ۱۹۹۲ و در زمان جنگ افغانستان را به مقصد هامبورگ، آلمان ترک گفتند که او در آن زمان ۱۱ سال داشت و در سال ۱۹۹۸میلادی، در آن کشور به ورزش بوکس روی آورد.
حمید رحیمی در ۱۷حمل/فروردین، سال۱۳۹۰خورشیدی، از سوی حامد کرزی رئیس‌جمهوری افغانستان مدال عالی غازی میر مسجدی خان را اعطا نمود.

## اولین مسابقه حرفه‌ای بوکس در افغانستان
در تاریخ ۳۰ ماه اکتبر سال ۲۰۱۲ میلادی اولین مسابقه حرفه‌ای بوکس افغانستان در کابل برگزار شد. این مسابقه بین حمید رحیمی و سید مبلوا از کشور تانزانیا برای کمربند بین قاره‌ای میان سازمان جهانی بوکس بود. مسابقه پر از تلاش‌ها و تکاپو دو بوکسور بود که در راند ۷ هفتم به دلیل آسیب دیدگی از ناحیه کتف (شانه) حریف تانزانیایی به سود رحیمی پایان یافت. این مسابقه از استقبال مسئولین کشور و افراد بالارتبه سیاسی و مردم ورزش دوست در استادیوم برخوردار بود. میلیون‌ها نفر از طریق تلویزیون افغانستان مسابقه را تماشا کردند. شعار دو بوکسور برای این مسابقه (مبارزه برای صلح) بود. بعد از برنده شدن این مبارزه رحیمی این کمربند را به تمامی مردم افغانستان که همیشه پشتیبان او بودند تقدیم کرد.

## آمار کلی
| نتیجه | رقیب                                  | راند    | تاریخ      | مکان                                                     |
| ----- | ------------------------------------- | ------- | ---------- | -------------------------------------------------------- |
| برد   | تورگی اوزون -- [ Turgay Uzun]         | ۶ (۸)   | ۲۰۱۱-۰۹-۱۶ | Golden Event Center, Hamburg, Germany                    |
| برد   | آتیلا کیس—Attila Kiss                 | ۶ (۶)   | ۲۰۱۱-۰۴-۰۶ | Class, Hamburg, Hamburg, Germany                         |
| برد   | بیکای السون—Bekay Elson               | ۶ (۸)   | ۲۰۱۱-۰۳-۱۹ | Fritidscenter, Ribe, Denmark                             |
| باخت  | آتیلا کیس—Attila Kiss                 | ۸ (۸)   | ۲۰۱۰-۱۲-۰۳ | Spartaplatz, Prague, Czech Republic                      |
| برد   | آرمین عزیزیان—Armen Azizian           | ۴ (۱۲)  | ۲۰۱۰-۰۶-۲۶ | Peter Jensen Lagerhaus, Hamburg, Hamburg, Germany        |
| برد   | اندی تیله—Andy Thiele                 | ۱۱ (۱۲) | ۲۰۱۰-۰۶-۱۷ | Peter Jensen Open Air, Kiel, Schleswig-Holstein, Germany |
| برد   | جوزیف سیکلودی—Jozsef Siklodi          | ۱ (۶)   | ۲۰۱۰-۰۳-۲۷ | Sporthalle, Alsterdorf, Hamburg, Germany                 |
| برد   | کمیل میتراس—Kamil Mitras              | ۲ (۶)   | ۲۰۱۰-۰۲-۲۷ | Fitnesstreff, Schwarzenbek, Schleswig-Holstein, Germany  |
| برد   | کارل دارسا—Karel Zdarsa               | ۴ (۶)   | ۲۰۰۹-۱۱-۲۱ | Dithmarsen Park, Albersdorf, Schleswig-Holstein, Germany |
| برد   | جوگنیجز کایسلجاوز—Jevgenijs Kiseljovs | ۴ (۴)   | ۲۰۰۹-۱۰-۲۴ | Kugelbake-Halle, Cuxhaven, Niedersachsen, Germany        |
| برد   | کریم آلوس—Karim Allous                | ۶ (۶)   | ۲۰۰۹-۰۷-۲۵ | Mario`s Gym, Marzahn-Hellersdorf, Berlin, Germany        |
| برد   | اندریاس رویدر—Andreas Roeder          | ۶ (۶)   | ۲۰۰۹-۰۶-۱۲ | Rene Hartmann Center, Dudelange, Luxembourg              |
| برد   | طوماس هنگست برگر—Thomas Hengstberger  | ۶ (۶)   | ۲۰۰۹-۰۳-۰۶ | Kugelbake-Halle, Cuxhaven, Niedersachsen, Germany        |
| برد   | طاهر سیلیک—Tahir Celic                | ۲ (۶)   | ۲۰۰۸-۱۱-۲۲ | Stadthalle, Westerburg, Rheinland-Pfalz, Germany         |
| برد   | یاس رومان ویل—Yves Romainville        | ۴ (۴)   | ۲۰۰۸-۱۰-۱۰ | Mittellandhalle, Barleben, Sachsen-Anhalt, Germany       |
| برد   | ایهار فیلناو—Ihar Filonau             | ۴ (۴)   | ۲۰۰۷-۰۷-۰۶ | Arena Gym, Hamburg, Germany                              |
| برد   | آدام گولیک—Adam Gawlik                | ۴ (۴)   | ۲۰۰۷-۰۳-۲۴ | Sporthalle, Alsterdorf, Hamburg, Germany                 |
| برد   | زولت بوتوس—Zsolt Botos                | ۶ (۶)   | ۲۰۰۷-۰۲-۱۰ | Arena Gym, Hamburg, Germany                              |
| برد   | ویورل اوتاوا—Viorel Otava             | ۴ (۴)   | ۲۰۰۶-۱۲-۱۵ | Sporthalle, Alsterdorf, Hamburg, Germany                 |
| برد   | سلاومیر مروا—Slavomir Merva           | ۴ (۴)   | ۲۰۰۶-۱۱-۱۰ | Sporthalle, Alsterdorf, Hamburg, Germany                 |